# Quận Calumet, Wisconsin
Quận Calumet một quận thuộc tiểu bang Wisconsin, Hoa Kỳ. Quận lỵ đóng ở Chilton.6. Theo điều tra dân số năm 2000 của Cục điều tra dân số Hoa Kỳ năm 2000, quận có dân số 40.631 người.

## Địa lý
Theo Cục điều tra dân số Hoa Kỳ, quận có diện tích 1028 km2, trong đó có 200 km2 là diện tích mặt nước.